# Parquet Courts
Parquet Courts est un groupe de rock indépendant américain, originaire de Brooklyn, New York, formé en 2010.

## Biographie

### Années 2010
Parquet Courts est formé à Brooklyn en 2010 par les chanteurs-compositeurs Andrew Savage et Austin Brown, natifs du Texas qui se connaissent depuis leurs études à l’université de North Texas de Denton. Le groupe est complété par le batteur Max Savage (frère cadet d’Andrew) et le bassiste Sean Yeaton (originaire de Boston). Le quatuor donne son premier concert en décembre 2010. Les premiers enregistrements de Parquet Courts figurent sur la cassette American Specialties sortie fin 2011,.
Leur premier véritable album intitulé Light Up Gold sort en août 2012 sur Dull Tools, microlabel créé par Andrew Savage. Le LP est bouclé en trois jours, après enregistrement de vingt titres en trente heures avec le producteur Jonathan Schenke.
Light Up Gold connaît une seconde vie du fait de sa réédition en janvier 2013 par le label What's Your Rupture?,,. Le groupe est alors unanimement loué, à la fois par la presse mainstream et la blogosphère underground,. Fort de ce succès surprise, Parquet Courts entame une tournée mondiale et publie fin 2013, l'EP Tally All the Things That You Broke sous le nom Parkay Quarts. En janvier 2014, le groupe interprète le titre Stoned and Starving dans l’émission Late Night with Jimmy Fallon.
Parquet Courts publie son deuxième album studio intitulé Sunbathing Animal au printemps 2014,. L’enregistrement a duré cinq jours au total, toujours avec le producteur Jonathan Schenke. En mai 2014, le groupe se produit dans l’émission Late Night with Seth Meyers où il interprète le single Black and White avec Fred Armisen en guitariste supplémentaire.
En octobre 2014, Parquet Courts entame une tournée nord-américaine et européenne, dont certaines dates sont partagées avec Thurston Moore. Ils forment le supergroupe PCPC avec leurs compagnons de tournée PC Worship. En novembre 2014 est publié Content Nausea, LP enregistré en deux semaines sur un quatre pistes par le duo Andrew Savage/Austin Brown (Parkay Quarts),,.
Le groupe publie un premier album live en mars 2015, sur le label Third Man Records.
En mai 2018, le groupe publie l'album Wide Awake!, produit par Danger Mouse. En novembre 2018, ils publient une reprise du titre We R in Control de Neil Young.
En 2019, le groupe enregistre une reprise de Wilco, publiée sur une compilation du magazine Uncut.

### Années 2020
Le 10 décembre 2020, pour ses dix ans de carrière, le groupe diffuse le film On Time, qui mêle des images d'archive, un concert au Pioneer Works de Brooklyn, et des entretiens. La chanson inédite Hey Bug est également publiée pour l'occasion. Elle a été enregistrée en 2013 lors des sessions de l'album Sunbathing Animal.
En juin 2021, le groupe publie le single Plant Life, au format vinyle uniquement,. Long de dix minutes, le titre est extrait de Sympathy For Life, nouvel album publié le 22 octobre 2021 chez Rough Trade,,.
En janvier 2022, ils interprètent la face-B Watching Strangers Smile sur le plateau de l'émission américaine The Ellen DeGeneres Show. Le groupe programme une tournée d'une cinquantaine de dates, de février à juillet, passant par L'Amérique du Nord, l'Europe puis l'Australie,.
Andrew Savage publie son deuxième album solo, Several Songs About Fire, le 6 octobre 2023.

## Membres
- Andrew Savage – chant, guitare
- Austin Brown – chant, guitare
- Sean Yeaton – basse
- Max Savage – batterie